# Zálší
Zálší (deutsch Salschi, früher Zalschy) ist eine Gemeinde in Tschechien. Sie liegt acht Kilometer nordwestlich von Veselí nad Lužnicí in Südböhmen und gehört zum Okres Tábor.

## Geographie
Zálší befindet sich rechtsseitig des Baches Brod im Landstrich Soběslavská blata im Wittingauer Becken. Südöstlich erhebt sich der Panský kopec (434 m) und im Südwesten der Sobětický vrch (503 m).
Gegen Nordosten erstreckt sich das Moor Borkovická blata.
Nachbarorte sind Klečaty, Komárov, Naděje und Svinky im Norden, Záluží, Vesce und Čeraz im Nordosten, Borkovický Dvůr und Dráchov im Osten, Mažice im Südosten, Dolní Bukovsko und Horní Bukovsko im Süden, Sobětice und Hartmanice im Südwesten, Hrušov, Korákov, Korákovská Hájovna und Krakovčice im Westen sowie Čenkov u Bechyně, Záhoří, Březnice, Hodětín, U Ryndů und Kozelka im Nordwesten.

## Geschichte
Die erste schriftliche Erwähnung des zur Herrschaft Neuhaus gehörigen Dorfes erfolgte im Jahre 1347. Am 1. April 1354 verkaufte Ulrich IV. von Neuhaus Zálší zusammen mit Mažice, Sviny, Svinky, Vlastiboř und Borkovice an die Rosenberger. Gepfarrt war das Dorf mindestens seit 1384 nach Horní Bukovsko. Nachdem die dortige Pfarre während der Hussitenkriege erlosch, gehörte Zálší zur Pfarrei Modrá Hůrka. Im Jahre 1430 wurde das Gut an die Herrschaft Wittingau angeschlossen. Nach weiteren Besitzerwechseln gehörte Zálší 1541 Volf Hozlauer von Hozlau auf Bzí. Im Jahre 1586 kaufte Georg Wratislaw von Mitrowitz das Gut. Er ließ als Familiensitz eine Renaissancefeste erbauen. Unter seinen Nachfahren erfolgte 1640 der Anbau der Kapelle des hl. Wenzel und der hl. Ludmilla an die Feste. Johann Wenzel Wratislaw von Mitrowitz erhob 1670 die Güter Zálší, Dírná und Jince zum Familienfideikommiss.
Im Jahre 1722 veranlasste Wenzel Ignaz Reichsgraf Wratislaw von Mitrowitz die Abtrennung der Filialkirche Horní Bukovsko von Modrá Hůrka und die Errichtung einer Pfarrei in Zálší. Als Provisorium diente die Kirche des hl. Stephan in Horní Bukovsko als Pfarrkirche, die Pfarrgeschäfte nahm der Schlosskaplan von Zálší wahr. Nach der Vollendung der neuen Kirche Mariä Heimsuchung, deren Bau zeitgleich mit dem Umbau des Schlosses erfolgte, wurde darin am 4. Juli 1723 die erste Messe abgehalten. Die Schlosskapelle wurde 1724 mit der neuen Kirche vereinigt und diese am 20. Februar 1729 zur Pfarrkirche geweiht.
1827 verstarb Gustav Wratislaw von Mitrowitz, ihn beerbte sein Sohn Franz Johann. Das Schloss diente zu dieser schon nicht mehr als Herrensitz, dieser befand sich in Dírná, sondern als Verwaltungssitz und Pfarrhaus. Im Jahre 1840 umfasste das Familienfideikommissgut Zalschy die Dörfer Zalschy, Ober Bukowsko (Horní Bukovsko), Kletschat (Klečaty), Maschitz sowie zwölf Häuser von Borkowitz mit insgesamt 1124 tschechischsprachigen Untertanen. Die Herrschaft bewirtschafte drei Meierhöfe in Zalschy, Ober Bukowsko und Maschitz sowie eine Schäferei in Ober Bukowsko. Das Dorf Zalschy/Zalssj bestand aus 50 Häusern mit 318 Einwohnern, darunter zwei jüdischen Familien. Im Ort bestanden die Pfarrkirche, ein Pfarramt, eine Schule, das Schloss mit Wohnung und Kanzlei des Amtsverwalters, ein Meierhof, eine Brennerei, eine Pottaschensiederei und ein Wirtshaus. Zalschy war Pfarrort für Kletschat, Ober Bukowsko, Maschitz und Hartmanitz. Der Torfstich in der Borkovická blata gehörte der Herrschaft Wittingau. Bis zur Mitte des 19. Jahrhunderts blieb Zalschy immer Sitz des gleichnamigen Fideikommissgutes.
Nach der Aufhebung der Patrimonialherrschaften bildete Zalší ab 1850 mit dem Ortsteil Klečaty eine Gemeinde in der Bezirkshauptmannschaft Třeboň/Wittingau und dem Gerichtsbezirk Veselí nad Lužnicí. Im Jahre 1877 löste sich Klečaty los und bildete eine eigene Gemeinde. Besitzer des Gutes war bis zur Bodenreform von 1923 die Familie Wratislaw von Mitrowitz. Danach kaufte Jan Kopřiva das Schloss und den verbliebenen Teil des Gutes. Der amtliche Ortsname Zálší ist seit 1924 gebräuchlich. Nach der Aufhebung des Okres Třeboň wurde Zálší 1948 dem neugebildeten Okres Soběslav zugeordnet. Ab 1953 wurde der Torfabbau in der Borkovická blata großflächig erweitert und bis zur Einstellung im Jahre 1980 1,7 Mio. t Torf gewonnen. Der Okres Soběslav wurde 1961 wieder aufgelöst und die Gemeinde dem Okres Tábor zugeordnet. Zugleich erfolgte die Eingemeindung von Mažice und Klečaty. Mit diesen zusammen wurde Zálší am 1. Juli 1980 nach Borkovice eingemeindet. Nach einem Referendum lösten sich Zálší und Klečaty zum 24. November 1990 wieder los und bildeten die Gemeinde Zálší. Die Ortskerne von Zálší und Klečaty sind seit 1995 als ländliche Denkmalschutzgebiete geschützt.

## Gemeindegliederung
Die Gemeinde Zálší besteht aus den Ortsteilen Klečaty (Kletschat) und Zálší (Salschi).

## Sehenswürdigkeiten

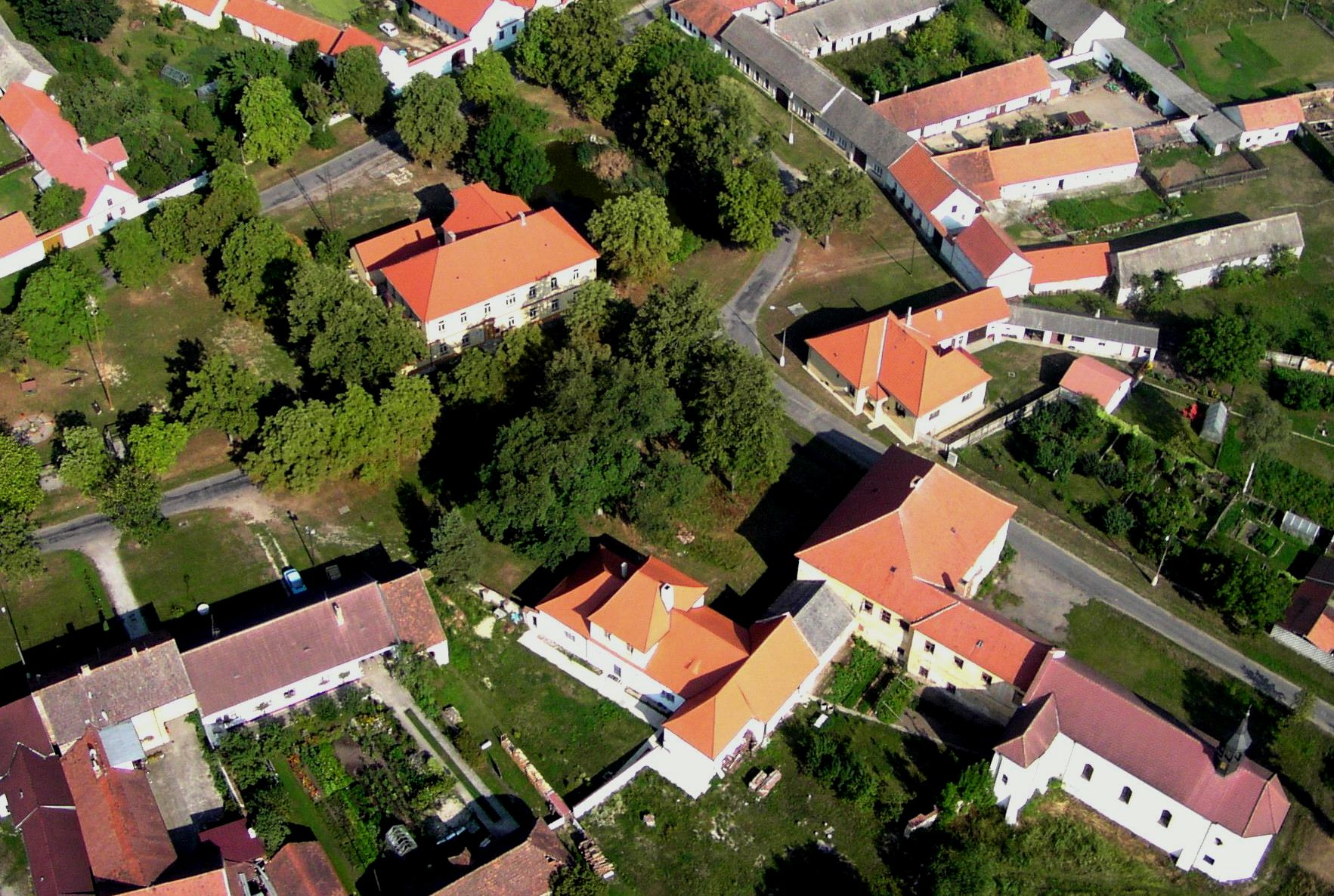
Schloss in Zálší

- Barockschloss Zálší, errichtet 1724 aus der Renaissancefeste vom Ende des 16. Jahrhunderts. Darin eingebaut wurde die 1640 errichtete Kapelle des hl. Wenzel und der hl. Ludmilla. Besitzer war bis 1923 die Familie Wratislaw von Mitrowitz. Danach kaufte Jan Kopřiva das Schloss; in die Erhaltung des Schlosses investierte er wenig und 1940 wollte er es verkaufen. Nach der Verstaatlichung erfolgte 1952 im Zuge der Aktion 5M eine Instandsetzung. 1958 bezogen die JZD sowie ein Gesundheitszentrum Räumlichkeiten im Schloss. Eine weitere Instandsetzung erfolgte im Jahre 1972. 1990 zog die Gemeindeverwaltung aus dem baufälligen und in Restitution befindlichen Bau. Das Schloss befand sich seit den 1990er Jahren wieder im Besitz der Familie Kopřiva, die das verwahrloste Bauwerk 2007 verkaufte.
- Pfarrkirche Mariä Heimsuchung, erbaut 1722–1723
- Kapelle der hl. Dreifaltigkeit in Klečaty, aus dem 18. Jahrhundert
- zahlreiche Gehöfte im Blatastil des südböhmischen Bauernbarock
- Torfmoor Borkovická blata mit Naturlehrpfad, nordöstlich des Ortes